# Chagall (artiest)
Chagall, geboren te Amsterdam, artiestennaam van Chagall van den Berg, is een Nederlandse zangeres en muziekproducent. 

## Biografie
Op haar elfde begon de zangeres met het volgen van zangles, waarna ze werd gescout om deel te nemen bij televisieprogramma Buya bij NPO Zappelin. Van 2007 tot 2011 speelde ze in de band Silent Rebell. Haar eerste solowerk was het lied By Your Side voor de film Tirza, geregisseerd door haar vader Rudolf van den Berg. In 2011 bracht de zangeres met het muziekduo Bronstibock de single Breathe uit, een single waarin dubstep wordt gecombineerd met de kalme zangstem van Chagall. Kort daarna worden de zangeres en het duo bij NPO 3FM uitgeroepen tot 3FM Serious Talent. Ze bracht in oktober van dat jaar haar eerste (titelloze) ep uit. In januari 2012 stond de zangeres op Noorderslag, waarna ze een platencontract tekende bij label EMI Music. In dat jaar zong ze ook mee op het lied Leg een traantje van het album Waardevolle gezelligheid van Mr. Polska. Ze bracht vervolgens in 2013 een single die een voorganger zou zijn van haar debuutalbum in dat jaar, maar dat album zou niet worden uitgebracht.
In 2013 besloot de zangeres te verhuizen naar Londen, aangezien ze hier in contact hoopte te komen met haar muzikale inspiraties. In 2014 kwam ze in contact met Imogen Heap en begon ze haar Mi.Mu gloves te gebruiken bij haar optredens. In 2015 kwam ze met de ep Stray Flux, door haarzelf geschreven en geproduceerd. In de videoclip van eerste single Sappho Song wordt door de zangeres voor het eerst getoond hoe zij die handschoenen in haar optredens gebruikt. De clip werd gemaakt met Eduard Fitcho. Tijdens haar optredens gebruikt de artiest de handschoenen onder meer om haar muziek te dirigeren en lichtshows te bedienen.
Sinds 2018 treedt de artiest op in een volledig pak, waarmee ze door bewegingssensoren verschillende visuals bij haar optreden kan aansturen. Ze trad in 2021 op bij Koningsdag in Eindhoven, waar ze met haar handschoenen en pak twaalf drones bediende. Chagall treed sinds 2021 op met de show Unlocked, waarbij ze in een stellage met de naam B.A.B.Y. (Bionic Assistant for Becoming Yourself) staat. Deze stellage, welke voorzien is van verschillende lichtmogelijkheden, bedient ze opnieuw volledige met haar handschoenen en pak. In januari 2023 stond ze met die show op ESNS. In september 2023 werd het album Unlocked uitgebracht.